# Уршуля Ледуховська
Уршуля Ледуховська (Урсула Лєдуховська, пол. Urszula Ledóchowska, повне ім'я — Julia Maria Halka-Ledóchowska z Leduchowa herbu Szaława) — представниця волинського шляхетського роду Галка-Ледуховських, засновниця жіночої чернечої Конгрегації сестер урсулинок Серця Ісуса в агонії (відомі як «сірі уршулянки»), свята Римо-католицької церкви. 

## Біографія

### Ранні роки, родина
17 квітня 1865 року в Лосдорфі, Нижня Австрія, у родині Антонія Ледуховського та Юзефини з роду Саліс-Зізерс народилася друга дитина, яку назвали Юлія. Всього у родині було семеро дітей.

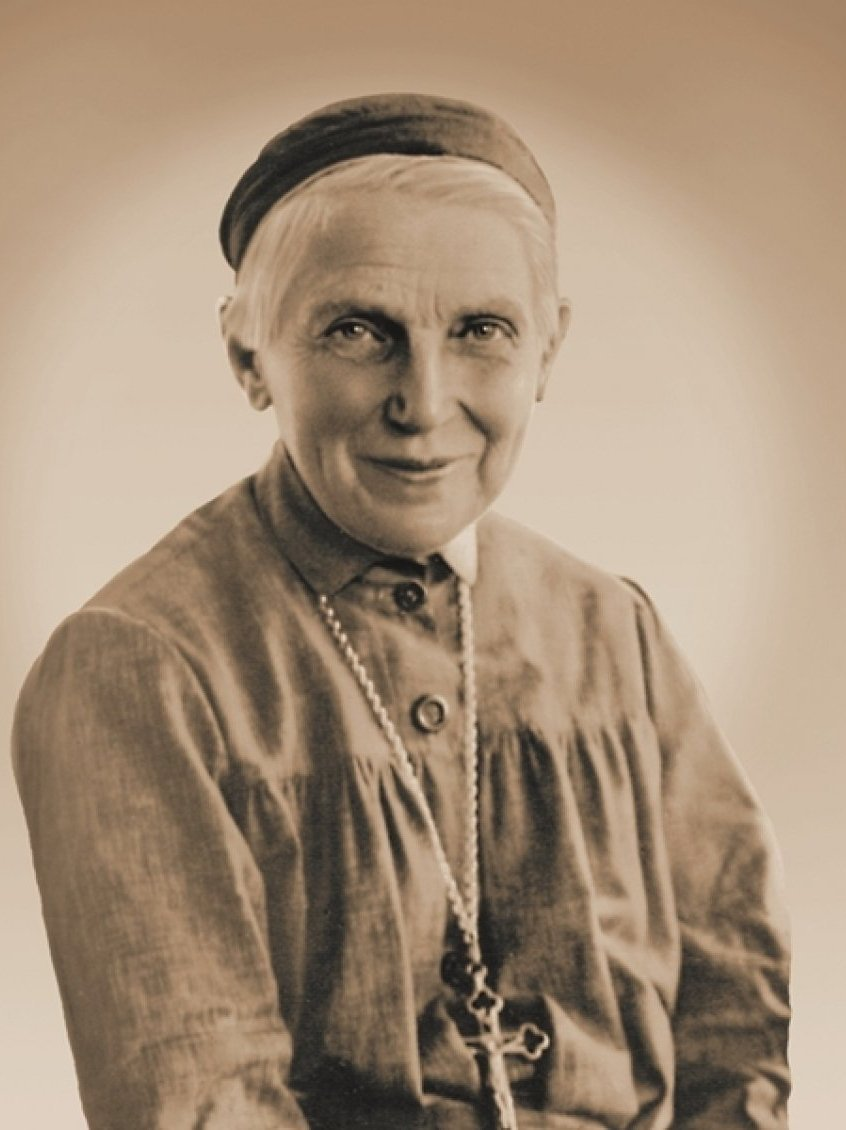
Свята Уршуля (Урсула) Ледуховська

Брат Уршули — Влодзімеж (Володимир) Ледуховський — у майбутньому Генерал Товариства Ісуса, сестра — Марія Тереза Ледуховська — у 1975 році проголошена блаженною РКЦ. Монахинею стала ще одна сестра Юлії — Ернестина.
У 1883 році родина Ледуховських переїжджає до Липниці Мурованої, поблизу Кракова.

### Початок монашого життя
У 1885 році помирає батько, у 1886 році Юлія вступає до монастиря сестер Уршулянок у Кракові. Монастир був відомий завдяки високому  рівню вчительської і виховательської праці серед місцевих дівчат, а також з віддалених місцевостей Галичини. Через два роки вона склала перші чернечі обіти. Працювала вчителькою в школі та вихователькою в пансіоні при монастирі.
У 1904 році Мати Уршуля стає настоятелькою монастиря Уршулянок у Кракові.

### Праця у Санкт-Петербурзі
У 1907 році після знайомства з петербурзьким священником, настоятелем парафії св. Катерини Александрійської о. Костянтином Будкевичем і з благословення Папи Пія Х  під світським іменем їде у Петербург  разом з двома сестрами  і там очолює керівництво гуртожитку для дівчат при польській гімназії св. Катерини. Для цього Мати Уршуля склада державний іспит для отримання диплома вчительки.
У 1908 році  Мати Уршуля стає настоятелькою підпільного монастиря в Петербурзі. Влада забороняла створювати католицькі монастирі, тому підготовка нових послушниць до монашого життя у новіціяті проходила  у повній конспірації.
1910 рік. На берегу Фінської затоки у місцевості Мерентяхті утворюється дім для спільноти. Там же виникла гімназія  для дівчат, в якій реалізувались педагогічні ідеї Матері Уршулі.

### Перша Світова війна
1914 рік. Початок Першої світової війни стає причиною видалення Матері Уршулі, як громадянки Австрії. Вона затримується у Скандинавії, спочатку у Стокгольмі, а потім в Данії. Поступово забирає сестер з  Петербурга і разом з ними організовує школу для скандинавських дівчат.
Включається у життя місцевої Церкви і середовища, а також розпочинає співпрацювати з Комітетом Допомоги Жертвам війни, утвореним Генриком Сенкевичем та Ігнацієм Яном Падеревським у Швейцарії.

### Повернення до Польщі
У 1920 році Мати Уршуля разом з сестрами повертається до Польщі, яка отримала незалежність. Петербурзька спільнота уршулянок оселяється в Пнєвах біля Познаня, а незабаром отримує від Святого Престолу дозвіл на переформування у Згромадження Уршулянок Серця Ісуса Конаючого (сірі уршулянки). 7 червня 1920 року папа Бенедикт XV затвердив нову конгрегацію. Головним напрямком її діяльності стала євангелізація через працю в галузі освіти і виховання.
Нове згромадження, засноване на фундаменті  уршулянської духовності, у дусі обновлення продовжило  традиції виховання та навчання, як  знаряддя євангелізації, одночасно шукаючи форм, які відповідають новим потребам, особливо людям убогим. Згромадження під керівництвом Матері Уршулі швидко розвивається. Утворюються доми і розпочинається діяльність в багатьох місцях Польщі і місійні осередки на Східних Кресах. 
З 1928 р. Згромадження розпочинає працювати в Італії, а в 1930 році в поміч жінкам, які їдуть на заробітки до Франції, сестри організовують перші доми у Франції.
Основні принципи духовності для сестер від Мати Уршулі були простими — щоб любили Бога понад усе, прагнучи, щоб жили просто, були покірними, а одночасно повні посвячення, творчі в розпочатих ініціативах праці для інших, особливо для дітей та молоді. Посмішку, радість душі і доброту вважала за особливо вірогідне свідоцтво зв'язку з Христом і цьому свідоцтву приписує великий євангелізаційний і виховний вплив. Вчила що святість доступна кожному.
Уршула Ледуховська багато подорожує, відвідуючи спільноти і відповідаючи на нові пропозиції і виклики часу.
Підкреслюючи велику роль організацій, які допомагають в катехезі і релігійному вихованні переносить до Польщі  Євхаристійну Круціату (сьогодні: Євхаристійний Рух Молодих).
Організовує видавництво часописів для дітей та молоді, сама пише для них статті, також книги для дітей. Активно бере участь в релігійному, культурному, суспільному житті країни, за що отримує високі державні нагороди.
Мати Уршула відзначалася великою любов'ю до Ісуса Христа і до кожної людини, попри релігійне визнання, переконання та позицію. Для поляків ця жінка була святою ще за життя.
У 1935 році вийшла друком книга, написана за спогадами Мати Уршули та її сестри Марії Терези про їх матір, графиню Юзефу Ледуховську, яку називають "матір'ю святих".

### Смерть
29 травня 1939 року Мати Уршуля Ледуховська помирає у Римі на 75-му році життя. На цей час Згромадження нараховувало близько 800 сестер в 37 спільнотах в Польщі, в Італії, у Франції.

## Беатифікація
Після смерті Матері Уршулі було зафіксовано чотири випадки чудесного зцілення за її заступництвом. У 1946 році тесля Ян Колодейський серйозно захворів. У чоловіка почала розвиватися гангрена руки, єдиним порятунком була ампутація. Але Ян не погодився на операцію. Натомість, він почав старанно молитися перед фотографією Уршулі Ледуховської, обіцяючи їй смиренність і спокутування всіх скоєних гріхів. І диво сталося – біль в руці зменшився, а гангрена відступила.
20 червня 1983 року в Познані Іван Павло ІІ проголошує Мати Уршулю блаженною. Це перша беатифікація на польській землі.Збережене від тління тіло бл. Уршулі перевезене з Риму до Пнєв і покладене у каплиці.
2002 рік. Проголошення декрету про визнання чуда за посередництвом бл.Уршулі закінчує канонізаційний процес.
Уршулю Ледуховську канонізували 18 травня 2003 року.  2012 року своєю покровителькою її обрали мешканці Пнєв — міста, де постало створене нею чернече згромадження. Нині сестри-урсулинки працюють у чотирнадцяти країнах на п'яти континентах, з 1988 року і в Україні.